# Liste des métros
 (avril 2020).
Pour un article plus général, voir Métro.

Les pays en vert possèdent au moins une ligne de métro opérationnelle, et les pays en jaune construisent leurs première ligne de métro.

Cette liste des métros recense les réseaux de chemin de fer de type métro dans le monde correspondant aux critères suivants : il doit s'agir d'un réseau urbain, avec un service cadencé, une traction électrique et doit circuler sur voies réservées exclusivement. Cette liste exclut donc d'autres moyens de transport sur rail, comme la traction par induction électromagnétique[réf. nécessaire] et les systèmes sur voies accessibles à d'autres moyens de transport ou aux piétons, par exemple le tramway, parfois appelé métro léger.

## Liste globale
- Haut – A
- B
- C
- D
- E
- F
- G
- H
- I
- J
- K
- L
- M
- N
- O
- P
- Q
- R
- S
- T
- U
- V
- W
- X
- Y
- Z

| Ville                             | Pays                   | Nom du réseau                                       | Année d'ouverture | Année de la dernière extension | Nombre de stations | Longueur du réseau       | Fréquentation annuelle (en millions de passagers) |
| --------------------------------- | ---------------------- | --------------------------------------------------- | ----------------- | ------------------------------ | ------------------ | ------------------------ | ------------------------------------------------- |
| Alger                             | Algérie                | Métro d'Alger                                       | 2011              | 2018                           | 19                 | 18,5 km                  | 45.3 (2019)                                       |
| Berlin                            | Allemagne              | Métro de Berlin                                     | 1902              | 2021                           | 175                | 147,8 km                 | 492.1 (2022)                                      |
| Hambourg                          | Allemagne              | Métro de Hambourg                                   | 1912              | 2018                           | 93                 | 106,3 km                 | 195.8 (2022)                                      |
| Munich                            | Allemagne              | Métro de Munich                                     | 1971              | 2013                           | 96                 | 103,1 km                 | 254 (2021)                                        |
| Nuremberg                         | Allemagne              | Métro de Nuremberg                                  | 1972              | 2020,                          | 49                 | 38,2 km                  | 109.8 (2022)                                      |
| Riyad                             | Arabie saoudite        | Métro de Riyad                                      | 2024              | 2025                           | 85                 | 176,0 km                 | n/a                                               |
| Buenos Aires                      | Argentine              | Métro de Buenos Aires                               | 1913              | 2019                           | 90                 | 56,7 km                  | 236 (2023)                                        |
| Erevan                            | Arménie                | Métro d'Erevan                                      | 1981              | 1996                           | 10                 | 13,4 km                  | 23.2 (2022)                                       |
| Sydney                            | Australie              | Métro de Sydney                                     | 2019              | 2024                           | 21                 | 52 km,                   | 19.7 (2022)                                       |
| Vienne                            | Autriche               | Métro de Vienne                                     | 1976,             | 2017                           | 98                 | 83,3 km                  | 459.8 (2019)                                      |
| Bakou                             | Azerbaijan             | Métro de Bakou                                      | 1967              | 2022                           | 26                 | 40,3 km                  | 202.5 (2022)                                      |
| Dacca                             | Bangladesh             | Métro de Dacca                                      | 2022              | 2023                           | 16                 | 20,1 km                  | 100.38 (2024),                                    |
| Bruxelles                         | Belgique               | Métro de Bruxelles                                  | 1976              | 2009                           | 59,                | 39,9 km                  | 129.2 (2022)                                      |
| Minsk                             | Biélorussie            | Métro de Minsk                                      | 1984              | 2024                           | 36                 | 45,0 km                  | 225.2 (2022)                                      |
| Belo Horizonte                    | Brésil                 | Métro de Belo Horizonte                             | 1986              | 2002                           | 19                 | 28,1 km                  | 58.4 (2018)                                       |
| Brasilia                          | Brésil                 | Métro de Brasilia                                   | 2001              | 2020                           | 27                 | 42,4 km,                 | 39.1 (2022)                                       |
| Porto Alegre                      | Brésil                 | Métro de Porto Alegre                               | 1985              | 2014                           | 22                 | 43,8 km                  | 31.9 (2022)                                       |
| Recife                            | Brésil                 | Métro de Recife                                     | 1985              | 2009                           | 28                 | 39,5 km                  | 93.5 (2019)                                       |
| Rio de Janeiro                    | Brésil                 | Métro de Rio de Janeiro                             | 1979              | 2016                           | 41                 | 58 km                    | 252.5 (2019)                                      |
| Salvador                          | Brésil                 | Métro de Salvador                                   | 2014              | 2023                           | 20                 | 34,0 km,                 | 113 (2019)                                        |
| São Paulo                         | Brésil                 | Métro de São Paulo                                  | 1974              | 2022                           | 91                 | 104,2 km                 | 1256 (2024)                                       |
| Sofia                             | Bulgarie               | Métro de Sofia                                      | 1998              | 2021                           | 47                 | 52 km                    | 93.1 (2018)                                       |
| Montréal                          | Canada                 | Métro de Montréal                                   | 1966              | 2007                           | 68                 | 71 km                    | 245.5 (2022),                                     |
| Montréal                          | Canada                 | Réseau express métropolitain                        | 2023              | --                             | 5                  | 16,6 km                  | 8.76 (2024)                                       |
| Toronto                           | Canada                 | Métro de Toronto                                    | 1954              | 2017                           | 75                 | 76,5 km                  | 235.7 (2022),                                     |
| Vancouver                         | Canada                 | SkyTrain                                            | 1985              | 2024                           | 54                 | 79,6 km                  | 116.6 (2022),                                     |
| Santiago                          | Chili                  | Métro de Santiago                                   | 1975              | 2023                           | 143                | 149 km                   | 544.4 (2022)                                      |
| Pékin                             | Chine                  | Métro de Pékin                                      | 1971              | 2025                           | 424                | 879,0 km                 | 3445.7 (2023)                                     |
| Changchun                         | Chine                  | Métro léger de Changchun                            | 2011              | 2024                           | 83                 | 106,5 km                 | 219.1 (2023)                                      |
| Changsha                          | Chine                  | Métro de Changsha                                   | 2014              | 2024                           | 140                | 217,8 km                 | 943.9 (2023)                                      |
| Changzhou                         | Chine                  | Métro de Changzhou                                  | 2019              | 2021                           | 43                 | 54,03 km                 | 73.1 (2023)                                       |
| Chengdu                           | Chine                  | Métro de Chengdu                                    | 2010              | 2024                           | 296                | 600,4 km                 | 2109.2 (2023)                                     |
| Chongqing                         | Chine                  | Métro de Chongqing                                  | 2005              | 2025                           | 263                | 560,04 km                | 1325.8 (2023)                                     |
| Dalian                            | Chine                  | Métro de Dalian                                     | 2003              | 2023                           | 100                | 237,74 km                | 252.0 (2023)                                      |
| Dongguan                          | Chine                  | Métro de Dongguan                                   | 2016              | –                              | 15                 | 37,8 km                  | 45.3 (2023)                                       |
| Foshan                            | Chine                  | Métro de Foshan                                     | 2010              | 2024                           | 74                 | 134,9 km                 | 67.9 (2023)                                       |
| Fuzhou                            | Chine                  | Métro de Fuzhou                                     | 2016              | 2023                           | 90                 | 143,5 km                 | 227.8 (2023)                                      |
| Canton                            | Chine                  | Métro de Canton                                     | 1997              | 2025                           | 306                | 751,1 km                 | 3128.9 (2023)                                     |
| Guiyang                           | Chine                  | Métro de Guiyang                                    | 2017              | 2021                           | 55                 | 75,7 km                  | 133.5 (2023)                                      |
| Hangzhou                          | Chine                  | Métro de Hangzhou                                   | 2012              | 2025                           | 254                | 516,2 km                 | 1383.6 (2023)                                     |
| Harbin                            | Chine                  | Métro de Harbin                                     | 2013              | 2024                           | 78                 | 91,6 km                  | 281.3 (2023)                                      |
| Hefei                             | Chine                  | Métro de Hefei                                      | 2016              | 2024                           | 161                | 216,0 km                 | 411.0 (2023)                                      |
| Hohhot                            | Chine                  | Métro de Hohhot                                     | 2019              | 2020                           | 44                 | 49,039 km                | 67.7 (2023)                                       |
| Hong Kong                         | Chine                  | Métro de Hong Kong                                  | 1979              | 2022                           | 99                 | 235,2 km                 | 1688.1 (2019),                                    |
| Jinan                             | Chine                  | Métro de Jinan                                      | 2019              | 2024                           | 46,                | 96,3 km,                 | 96.2 (2023)                                       |
| Jinhua                            | Chine                  | Métro de Jinhua                                     | 2022              | 2023                           | 32                 | 118,5 km                 | 37.0 (2023)                                       |
| Kunming                           | Chine                  | Métro de Kunming                                    | 2012              | 2022                           | 103                | 164,3 km                 | 292.0 (2023)                                      |
| Lanzhou                           | Chine                  | Métro de Lanzhou                                    | 2019              | 2023                           | 27                 | 35 km                    | 105.6 (2023)                                      |
| Luoyang                           | Chine                  | Métro de Luoyang                                    | 2021              | 2021                           | 33                 | 43,5 km                  | 57.2 (2023)                                       |
| Nanchang                          | Chine                  | Métro de Nanchang                                   | 2015              | 2021                           | 94                 | 128,3 km                 | 380.5 (2023)                                      |
| Nankin                            | Chine                  | Métro de Nankin                                     | 2005              | 2024                           | 212                | 521,1 km                 | 1010.0 (2023)                                     |
| Nanning                           | Chine                  | Métro de Nanning                                    | 2016              | 2021                           | 93                 | 128,2 km                 | 350.0 (2023)                                      |
| Nantong                           | Chine                  | Métro de Nantong                                    | 2022              | –                              | 28                 | 39,2 km                  | 21.1 (2023)                                       |
| Ningbo                            | Chine                  | Métro de Ningbo                                     | 2014              | 2025                           | 122                | 194,56 km                | 367.4 (2023)                                      |
| Qingdao                           | Chine                  | Métro de Qingdao                                    | 2015              | 2024                           | 169                | 342,3 km                 | 470.0 (2023)                                      |
| Shanghai                          | Chine                  | Métro de Shanghai                                   | 1993              | 2024                           | 410                | 808 km,                  | 3647.6 (2023)                                     |
| Shaoxing                          | Chine                  | Métro de Shaoxing                                   | 2021              | 2025                           | 40                 | 65,2 km                  | 38.4 (2023)                                       |
| Shenyang                          | Chine                  | Métro de Shenyang                                   | 2010              | 2025                           | 134                | 202,7 km                 | 500.9 (2023)                                      |
| Shenzhen                          | Chine                  | Métro de Shenzhen                                   | 2004              | 2022                           | 303                | 547,42 km                | 2705.3 (2023)                                     |
| Shijiazhuang                      | Chine                  | Métro de Shijiazhuang                               | 2017              | 2021                           | 60                 | 76,5 km                  | 173.2 (2023)                                      |
| Suzhou                            | Chine                  | Métro de Suzhou                                     | 2012              | 2024                           | 204                | 285,6 km                 | 523.8 (2023)                                      |
| Taiyuan                           | Chine                  | Métro de Taiyuan                                    | 2020              | 2025                           | 47                 | 52,38 km                 | 43.8 (2023)                                       |
| Taizhou                           | Chine                  | Métro de Taizhou                                    | 2022              | –                              | 15                 | 52,4 km                  | 10.1 (2023)                                       |
| Tianjin                           | Chine                  | Métro de Tianjin                                    | 1984              | 2025                           | 204                | 335,0 km                 | 571.3 (2023)                                      |
| Ürümqi                            | Chine                  | Métro d'Ürümqi                                      | 2018              | 2025                           | 23                 | 32,8 km                  | 39.3 (2023)                                       |
| Wenzhou                           | Chine                  | Métro de Wenzhou                                    | 2019              | 2023                           | 36                 | 116,5 km                 | 22.1 (2023)                                       |
| Wuhan                             | Chine                  | Métro de Wuhan                                      | 2004              | 2024                           | 312                | 518,0 km                 | 1342.9 (2023)                                     |
| Wuxi                              | Chine                  | Métro de Wuxi                                       | 2014              | 2024                           | 89                 | 145,2 km                 | 184.6 (2023)                                      |
| Xiamen                            | Chine                  | Métro de Xiamen                                     | 2017              | 2023                           | 70                 | 98,4 km                  | 246.6 (2023)                                      |
| Xi'an                             | Chine                  | Métro de Xi'an                                      | 2011              | 2024                           | 235                | 429,6 km                 | 1294.3 (2023)                                     |
| Xuzhou                            | Chine                  | Métro de Xuzhou                                     | 2019              | 2024                           | 54                 | 72,5 km                  | 94.0 (2023)                                       |
| Zhengzhou                         | Chine                  | Métro de Zhengzhou                                  | 2013              | 2024                           | 233                | 450,0 km                 | 583.2 (2023)                                      |
| Medellín                          | Colombie               | Métro de Medellín                                   | 1995              | 2012                           | 27                 | 31,3 km                  | 224.1 (2023)                                      |
| Pyongyang                         | Corée du Nord          | Métro de Pyongyang                                  | 1973              | 1987                           | 17                 | 22 km                    | 36 (2009)                                         |
| Pusan                             | Corée du Sud           | Métro de Pusan                                      | 1985              | 2017                           | 135                | 139,9 km                 | 361 (2019),                                       |
| Daegu                             | Corée du Sud           | Métro de Daegu                                      | 1997              | 2015                           | 58                 | 81,2 km                  | 168 (2019)                                        |
| Daejeon                           | Corée du Sud           | Métro de Daejeon                                    | 2006              | 2007                           | 22                 | 22,7 km                  | 40 (2019)                                         |
| Gwangju                           | Corée du Sud           | Métro de Gwangju                                    | 2004              | 2008                           | 20                 | 20,1 km                  | 19 (2019)                                         |
| Incheon                           | Corée du Sud           | Métro d'Incheon                                     | 1999              | 2025                           | 68                 | 80,5 km                  | 199 (2022)                                        |
| Séoul                             | Corée du Sud           | Métro de Séoul,                                     | 1974              | 2022                           | 333                | 353,3 km,                | 2403.6 (2022),                                    |
| Séoul                             | Corée du Sud           | Korail metro lines,                                 | 1994              | 2020                           | 86                 | 151,7 km                 | 426.4 (2019),                                     |
| Séoul                             | Corée du Sud           | Ligne Sin Bundang (NeoTrans (en))                   | 2011              | 2012                           | 16                 | 33,4 km                  | 122.5 (2019),                                     |
| Copenhague                        | Danemark               | Métro de Copenhague                                 | 2002              | 2024                           | 44                 | 43,3 km                  | 120 (2023)                                        |
| Saint-Domingue                    | République dominicaine | Métro de Saint-Domingue                             | 2009              | 2018                           | 34,                | 31,0 km,                 | 101.4 (2019)                                      |
| Le Caire                          | Égypte                 | Métro du Caire                                      | 1987              | 2024                           | 84                 | 106,8 km                 | 1314 (2015),                                      |
| Dubaï                             | Émirats arabes unis    | Métro de Dubaï                                      | 2009              | 2021                           | 53                 | 89,5 km                  | 203.0 (2019)                                      |
| Quito                             | Équateur               | Métro de Quito                                      | 2023              | –                              | 15                 | 22,6 km                  | n/a                                               |
| Barcelone                         | Espagne                | Métro de Barcelone                                  | 1924              | 2020                           | 133                | 122,3 km                 | 371.7 (2022)                                      |
| Bilbao                            | Espagne                | Métro de Bilbao                                     | 1995              | 2020,                          | 42,                | 45,1 km                  | 80.3 (2022)                                       |
| Madrid                            | Espagne                | Métro de Madrid                                     | 1919              | 2025                           | 242                | 296,4 km                 | 571.7 (2022)                                      |
| Séville                           | Espagne                | Métro de Séville                                    | 2009              | –                              | 21                 | 18,1 km                  | 10.5 (2021)                                       |
| Atlanta                           | États-Unis             | MARTA                                               | 1979              | 2000                           | 38                 | 76,6 km                  | 28.2 (2022),                                      |
| Baltimore                         | États-Unis             | Métro de Baltimore                                  | 1983              | 1995                           | 14                 | 24,9 km                  | 2 (2022),                                         |
| Boston                            | États-Unis             | Métro de Boston                                     | 1901,             | 2014                           | 51                 | 61 km                    | 85.4 (2023),                                      |
| Chicago                           | États-Unis             | Métro de Chicago                                    | 1895,             | 2024,                          | 146                | 165,4 km,                | 103.5 (2022),                                     |
| Cleveland                         | États-Unis             | RTA                                                 | 1955              | 1968                           | 18                 | 31 km                    | 2.8 (2022),                                       |
| Honolulu                          | États-Unis             | Métro d'Honolulu                                    | 2023              | –                              | 9                  | 17,4 km                  | n/a                                               |
| Los Angeles                       | États-Unis             | Metro Rail                                          | 1993              | 2000,                          | 16,                | 28,0 km                  | 25.8 (2022),                                      |
| Miami                             | États-Unis             | Metrorail                                           | 1984              | 2012                           | 23                 | 40,1 km                  | 12 (2022),                                        |
| New York                          | États-Unis             | Métro de New York                                   | 1904,             | 2017                           | 424                | 399 km                   | 2027.3 (2023),                                    |
| New York                          | États-Unis             | Staten Island Railway                               | 1925,             | 2017                           | 21,                | 22,5 km                  | 3.8 (2022),                                       |
| New York                          | États-Unis             | PATH                                                | 1908              | 1937                           | 13                 | 22,2 km                  | 45.5 (2022),                                      |
| Philadelphie                      | États-Unis             | Southeastern Pennsylvania Transportation Authority, | 1907              | 1973                           | 75                 | 59,1 km,                 | 41.2 (2022),                                      |
| Philadelphie                      | États-Unis             | PATCO Line                                          | 1936              | 2025                           | 14                 | 22,9 km                  | 4.9 (2022),                                       |
| San Francisco                     | États-Unis             | BART                                                | 1972              | 2020                           | 47,                | 186,7 km,                | 39.6 (2022),                                      |
| San Juan                          | États-Unis             | Tren Urbano                                         | 2004              | 2005                           | 16                 | 17,2 km                  | 2.5 (2022),                                       |
| Washington (district de Columbia) | États-Unis             | Métro de Washington                                 | 1976              | 2022                           | 97                 | 208 km                   | 136.3 (2023),                                     |
| Helsinki                          | Finlande               | Métro d'Helsinki                                    | 1982              | 2022,                          | 30                 | 43 km                    | 79.0 (2023)                                       |
| Lille                             | France                 | Métro de Lille                                      | 1983              | 2000                           | 60                 | 45 km                    | 109.44 (2022)                                     |
| Lyon                              | France                 | Métro de Lyon                                       | 1974              | 2023                           | 42                 | 34,4 km                  | 208.21 (2023)                                     |
| Marseille                         | France                 | Métro de Marseille                                  | 1977              | 2019                           | 29                 | 22,3 km                  | 67.28 (2022)                                      |
| Paris                             | France                 | Métro de Paris                                      | 1900              | 2025                           | 321                | 245,6 km                 | 1411.46 (2023),                                   |
| Rennes                            | France                 | Métro de Rennes                                     | 2002              | 2022                           | 28                 | 23,5 km                  | 42.02 (2022)                                      |
| Toulouse                          | France                 | Métro de Toulouse                                   | 1993              | 2007,                          | 37                 | 28,2 km                  | 103.7 (2022)                                      |
| Tbilissi                          | Géorgie                | Métro de Tbilissi                                   | 1966              | 2017                           | 23                 | 27,1 km                  | 152.9 (2023)                                      |
| Athènes                           | Grèce                  | Métro d'Athènes                                     | 1904              | 2022                           | 66                 | 91,8 km                  | 259.2 (2018),                                     |
| Thessalonique                     | Grèce                  | Métro de Thessalonique                              | 2024              | –                              | 13                 | 9,6 km                   | n/a                                               |
| Budapest                          | Hongrie                | Métro de Budapest                                   | 1896              | 2014                           | 48                 | 38,2 km,                 | 211.6 (2021)                                      |
| Agra                              | Inde                   | Métro d'Agra                                        | 2024              | –                              | 6                  | 5,2 km                   | n/a                                               |
| Ahmedabad                         | Inde                   | Métro d'Ahmedabad                                   | 2019              | 2025                           | 40                 | 62,8 km                  | 29.35 (2023),                                     |
| Bangalore                         | Inde                   | Métro de Bangalore                                  | 2011              | 2024                           | 69                 | 76,95 km                 | 232.8 (2024)                                      |
| Bombay                            | Inde                   | Métro de Bombay                                     | 2014              | 2025                           | 65                 | 68,9 km                  | 195.4 (2024),                                     |
| Calcutta                          | Inde                   | Métro de Calcutta                                   | 1984              | 2024                           | 48                 | 59,38 km                 | 192.5 (2023)                                      |
| Chennai                           | Inde                   | Métro de Chennai                                    | 2015              | 2021                           | 42                 | 54 km                    | 91.1 (2023)                                       |
| Cochin                            | Inde                   | Métro de Cochin                                     | 2017              | 2024                           | 25                 | 28,0 km                  | 31.17 (2023)                                      |
| Delhi                             | Inde                   | Métro de Delhi                                      | 2002              | 2025                           | 232                | 351,3 km                 | 2.032 (2023)                                      |
| Gurgaon                           | Inde                   | Rapid Metro                                         | 2013              | 2017                           | 11                 | 11,7 km                  | 14.6 (2023),>                                     |
| Hyderabad                         | Inde                   | Métro d'Hyderabad                                   | 2017              | 2020                           | 56                 | 69 km                    | 162.06 (2023),                                    |
| Indore                            | Inde                   | Métro d'Indore                                      | 2025              | –                              | 5                  | 6,0 km                   | n/a                                               |
| Jaipur                            | Inde                   | Métro de Jaipur                                     | 2015,             | 2020                           | 11                 | 12,0 km                  | 18.12 (2023)                                      |
| Kanpur                            | Inde                   | Métro de Kanpur                                     | 2022              | 2025                           | 14                 | 16,0 km                  | n/a                                               |
| Lucknow                           | Inde                   | Métro de Lucknow                                    | 2017              | 2019                           | 21                 | 22,87 km                 | 26.82 (2023),                                     |
| Nagpur                            | Inde                   | Métro de Nagpur                                     | 2019              | 2022                           | 36,                | 38,2 km                  | 27.38 (2024),                                     |
| Navi Mumbai                       | Inde                   | Métro de Navi Mumbai (en)                           | 2023              | –                              | 11                 | 23,4 km                  | 0.935 (2024),                                     |
| Noida                             | Inde                   | Métro de Noida                                      | 2019              | –                              | 21                 | 29,7 km                  | 16.7 (2023)                                       |
| Pune                              | Inde                   | Métro de Pune                                       | 2022              | 2024                           | 28                 | 32,9 km                  | 14.66 (2023),                                     |
| Jakarta                           | Indonésie              | Métro de Jakarta                                    | 2019              | –                              | 13                 | 15,7 km                  | 33 (2023)                                         |
| Chiraz                            | Iran                   | Métro de Chiraz                                     | 2014              | 2024                           | 24                 | 32,5 km                  | 18 (2018)                                         |
| Karadj                            | Iran                   | Métro de Karadj                                     | 2023              | –                              | 10                 | 27,2 km                  | n/a                                               |
| Ispahan                           | Iran                   | Isfahan Urban Railway                               | 2015              | 2018,                          | 20                 | 20,2 km                  | n/a                                               |
| Machhad                           | Iran                   | Métro de Machhad                                    | 2011              | 2025                           | 40                 | 43,3 km                  | 44.4 (2018)                                       |
| Tabriz                            | Iran                   | Métro de Tabriz                                     | 2015              | 2020                           | 18                 | 17,2 km                  | n/a                                               |
| Téhéran                           | Iran                   | Métro de Téhéran                                    | 2000,             | 2023                           | 162                | 274,1 km                 | 820 (2018)                                        |
| Brescia                           | Italie                 | Métro de Brescia                                    | 2013              | –                              | 17                 | 13,7 km                  | 18.7 (2019)                                       |
| Catane                            | Italie                 | Métro de Catane                                     | 1999              | 2024                           | 12                 | 10,5 km                  | 6.5 (2019)                                        |
| Gênes                             | Italie                 | Métro de Gênes                                      | 1990              | 2012                           | 8                  | 7,1 km                   | 15.3 (2018),                                      |
| Milan                             | Italie                 | Métro de Milan                                      | 1964              | 2024                           | 125,.              | 111,8 km                 | 387.2 (2019)                                      |
| Naples                            | Italie                 | Métro de Naples                                     | 1993              | 2025                           | 31                 | 36,4 km                  | 41.1 (2019),                                      |
| Rome                              | Italie                 | Métro de Rome                                       | 1955              | 2018                           | 73                 | 60 km,                   | 320 (2018)                                        |
| Turin                             | Italie                 | Métro de Turin                                      | 2006              | 2021                           | 23                 | 15,1 km                  | 42.5 (2018)                                       |
| Fukuoka                           | Japon                  | Métro de Fukuoka                                    | 1981              | 2023                           | 36                 | 29,8 km                  | 173.3 (2019),                                     |
| Hiroshima                         | Japon                  | Métro d'Hiroshima                                   | 1994              | 2015                           | 21                 | 18,4 km                  | 24.0 (2019),                                      |
| Kobe                              | Japon                  | Métro municipal de Kobe                             | 1977              | 2001                           | 25                 | 38,1 km                  | 114.2 (2019)                                      |
| Kyoto                             | Japon                  | Métro de Kyoto                                      | 1981              | 2008                           | 31                 | 31,2 km                  | 146.4 (2019),                                     |
| Nagoya                            | Japon                  | Métro de Nagoya                                     | 1957              | 2011                           | 87                 | 93,3 km                  | 487.4 (2019),                                     |
| Osaka                             | Japon                  | Métro d'Osaka                                       | 1933              | 2025                           | 109                | 141,0 km,                | 870.4 (2016),                                     |
| Sapporo                           | Japon                  | Métro de Sapporo                                    | 1971              | 1999                           | 46                 | 48,0 km                  | 226.9 (2019)                                      |
| Sendai                            | Japon                  | Métro de Sendai                                     | 1987              | 2015                           | 29                 | 28,7 km                  | 91.7 (2019)                                       |
| Tokyo                             | Japon                  | Toei Subway                                         | 1960              | 2002                           | 99                 | 109,0 km                 | 1174.9 (2019),                                    |
| Tokyo                             | Japon                  | Tokyo Metro                                         | 1927              | 2020                           | 142                | 195,1 km                 | 2757.4 (2019),                                    |
| Tokyo                             | Japon                  | Ligne Rinkai                                        | 1996              | 2002                           | 8                  | 12,2 km                  | 95.0 (2019),                                      |
| Yokohama                          | Japon                  | Métro de Yokohama                                   | 1972              | 2008                           | 40                 | 53,4 km                  | 243.2 (2019),                                     |
| Yokohama                          | Japon                  | Ligne Minatomirai                                   | 2004              | 2008                           | 6                  | 4,1 km                   | 80.6 (2019),                                      |
| Almaty                            | Kazakhstan             | Métro d'Almaty                                      | 2011              | 2022                           | 11                 | 13,4 km                  | 17.1 (2022)                                       |
| Kuala Lumpur                      | Malaisie               | Rapid Rail (en)                                     | 1996              | 2023                           | 129                | 196,2 km                 | 238.5 (2023)                                      |
| Guadalajara                       | Mexique                | Tren Eléctrico Urbano                               | 2020              | –                              | 18                 | 21,5 km                  | 114.5 (2021)                                      |
| Mexico                            | Mexique                | Métro de Mexico                                     | 1969              | 2012                           | 163                | 200,9 km,                | 1171.859 (2024)                                   |
| Monterrey                         | Mexique                | Métro léger de Monterrey                            | 1991              | 2021                           | 38                 | 40,5 km                  | 109.9 (2020)                                      |
| Lagos                             | Nigeria                | Lagos Rail Mass Transit                             | 2023              | 2024                           | 13                 | 13 km                    | n/a                                               |
| Oslo                              | Norvège                | Métro d'Oslo                                        | 1966              | 2016                           | 101                | 85 km                    | 119 (2019)                                        |
| Tachkent                          | Ouzbékistan            | Métro de Tachkent                                   | 1977              | 2023                           | 48                 | 66,5 km                  | 136.7 (2022)                                      |
| Lahore                            | Pakistan               | Métro de Lahore                                     | 2020              | –                              | 26                 | 27,1 km                  | 20 (2020-2021)                                    |
| Panama                            | Panama                 | Métro de Panama                                     | 2014              | 2023                           | 32                 | 39,3 km                  | 85.7 (2018)                                       |
| Amsterdam                         | Pays-Bas               | Métro d'Amsterdam                                   | 1977              | 2018                           | 39                 | 41,2 km                  | 100.1 (2023)                                      |
| Rotterdam                         | Pays-Bas               | Métro de Rotterdam                                  | 1968              | 2023                           | 71                 | 103,1 km                 | 96 (2023)                                         |
| Lima                              | Pérou                  | Métro de Lima                                       | 2011              | 2014                           | 26                 | 34,6 km                  | 110.4 (2018)                                      |
| Manille                           | Philippines            | Métro léger de Manille                              | 1984              | 2021                           | 33                 | 37,2 km,                 | 218.2 (2019),                                     |
| Manille                           | Philippines            | Manila Metro Rail Transit System                    | 1999              | 2000                           | 13                 | 16,9 km                  | 96.9 (2019)                                       |
| Varsovie                          | Pologne                | Métro de Varsovie                                   | 1995              | 2022                           | 38                 | 41,3 km                  | 160.8 (2022)                                      |
| Lisbonne                          | Portugal               | Métro de Lisbonne                                   | 1959              | 2016                           | 56                 | 44,2 km                  | 184.6 (2019)                                      |
| Doha                              | Qatar                  | Métro de Doha                                       | 2019              | 2019                           | 36                 | 76 km                    | n/a                                               |
| Bucarest                          | Roumanie               | Métro de Bucarest                                   | 1979              | 2023                           | 63                 | 80,1 km                  | 179.2 (2019)                                      |
| Glasgow                           | Royaume-Uni            | Métro de Glasgow                                    | 1896              | –                              | 15                 | 10,4 km                  | 11.9 (2022)                                       |
| Londres                           | Royaume-Uni            | Métro de Londres                                    | 1863,             | 2021                           | 272                | 402 km                   | 1026 (2022),                                      |
| Londres                           | Royaume-Uni            | Docklands Light Railway                             | 1987              | 2011                           | 45                 | 34 km                    | 92.3 (2022)                                       |
| Newcastle                         | Royaume-Uni            | Métro Tyne & Wear                                   | 1980              | 2008                           | 60                 | 77,5 km                  | 33.1 (2019)                                       |
| Kazan                             | Russie                 | Métro de Kazan                                      | 2005              | 2018                           | 11                 | 16,8 km                  | 30.5 (2022)                                       |
| Moscou                            | Russie                 | Métro de Moscou                                     | 1935              | 2023                           | 239                | 461,5 km                 | 2288.5 (2023)                                     |
| Nijni Novgorod                    | Russie                 | Métro de Nijni Novgorod                             | 1985              | 2018                           | 15                 | 21,6 km[réf. nécessaire] | 29.9 (2022)                                       |
| Novossibirsk                      | Russie                 | Métro de Novossibirsk                               | 1986              | 2010                           | 13                 | 15,9 km                  | 77.3 (2022)                                       |
| Saint-Pétersbourg                 | Russie                 | Métro de Saint-Pétersbourg                          | 1955              | 2024                           | 73                 | 127,6 km                 | 649 (2022)                                        |
| Samara                            | Russie                 | Métro de Samara                                     | 1987              | 2015                           | 10                 | 11,6 km                  | 11.2 (2022)                                       |
| Iekaterinbourg                    | Russie                 | Métro d'Iekaterinbourg                              | 1991              | 2012                           | 9                  | 12,7 km                  | 38.9 (2022)                                       |
| Singapour                         | Singapour              | Mass Rapid Transit                                  | 1987              | 2025                           | 143,               | 242,6 km                 | 1183.7 (2023),                                    |
| Stockholm                         | Suède                  | Métro de Stockholm                                  | 1950,             | 1994                           | 100                | 108 km                   | 462 (2019),                                       |
| Lausanne                          | Suisse                 | Métro de Lausanne                                   | 1991              | 2008                           | 28                 | 13,7 km                  | 32.8 (2019),                                      |
| Kaohsiung                         | Taiwan                 | Métro de Kaohsiung                                  | 2008              | 2012                           | 37                 | 42,7 km                  | 64.8 (2023)                                       |
| Taichung                          | Taiwan                 | Métro de Taichung                                   | 2021              | –                              | 18                 | 16,71 km                 | n/a                                               |
| Taipei                            | Taiwan                 | Métro de Taipei                                     | 1996              | 2020                           | 119                | 146,2 km                 | 710.2 (2023)                                      |
| Taoyuan                           | Taiwan                 | Métro de Taoyuan                                    | 2017              | 2023                           | 22                 | 53,1 km                  | 32.9 (2023)                                       |
| Prague                            | République tchèque     | Métro de Prague                                     | 1974              | 2015                           | 58                 | 65,2 km                  | 440.5 (2019)                                      |
| Bangkok                           | Thaïlande              | SkyTrain de Bangkok                                 | 1999              | 2021                           | 60                 | 70 km                    | 266.5 (2023)                                      |
| Bangkok                           | Thaïlande              | Metropolitan Rapid Transit                          | 2004              | 2025                           | 109                | 133 km                   | 167.3 (2023)                                      |
| Adana                             | Turquie                | Métro d'Adana                                       | 2009              | 2010                           | 13                 | 13,9 km                  | 14 (2011)                                         |
| Ankara                            | Turquie                | Métro d'Ankara                                      | 1997              | 2023,                          | 57                 | 67,4 km,                 | 158.5 (2023)                                      |
| Bursa                             | Turquie                | Métro léger de Bursa                                | 2002              | 2014                           | 38                 | 38,9 km                  | 91.3 (2010)                                       |
| Istanbul                          | Turquie                | Métro d'Istanbul                                    | 1989              | 2024                           | 147                | 243,3 km                 | 757 (2022)                                        |
| Izmir                             | Turquie                | Métro d'Izmir                                       | 2000              | 2024                           | 24                 | 27 km                    | 100 (2019)                                        |
| Dnipro                            | Ukraine                | Métro de Dnipro                                     | 1995              | –                              | 6                  | 7,1 km                   | 6.9 (2019)                                        |
| Kharkiv                           | Ukraine                | Métro de Kharkiv                                    | 1975              | 2016                           | 30                 | 38,1 km                  | 212.8 (2019)                                      |
| Kiev                              | Ukraine                | Métro de Kiev                                       | 1960              | 2013                           | 52                 | 67,6 km                  | 495.3 (2019)                                      |
| Caracas                           | Venezuela              | Métro de Caracas                                    | 1983              | 2015                           | 52                 | 67,2 km                  | 358 (2017),                                       |
| Hanoï                             | Vietnam                | Métro de Hanoï,                                     | 2021              | 2024                           | 20                 | 21,6 km                  | 10.7 (2023),                                      |
| Hô Chi Minh-Ville                 | Vietnam                | Métro de Hô Chi Minh-Ville                          | 2024              | –                              | 14                 | 19,7 km                  | n/a                                               |

## En construction
Le tableau suivant répertorie les métros actuellement en construction dans le monde. Il convient de noter que, dans certains cas, il n'est pas toujours clair de savoir si la ligne en construction est totalement celle d'un métro ou avec des parties s'apparentant à un autre transport sur rails. Seuls les réseaux en construction dans des villes n'ayant actuellement pas de métros sont listés ici. Parmi ceux-ci, la Côte d'Ivoire, Israël, la Mongolie et la Serbie, construisent actuellement le premier réseau  de métro de leur histoire.
| Ville                 | Pays               | Nom du futur réseau          | Date de début de la construction | Date d'ouverture planifiée |
| --------------------- | ------------------ | ---------------------------- | -------------------------------- | -------------------------- |
| Djeddah               | Arabie saoudite    | Métro de Djeddah (en)        | 2014                             | 2025                       |
| Melbourne             | Australie          | Suburban Rail Loop (en)      | 2017                             | 2035                       |
| Montréal              | Canada             | Réseau express métropolitain | 2018                             | 2025, 2027                 |
| Bengbu                | Chine              | Métro de Bengbu (en)         | 2019                             | 2025                       |
| Liuzhou               | Chine              | Métro de Liuzhou             | 2016                             | 2025                       |
| Shantou               | Chine              | Métro de Shantou (en)        | 2016                             | 2025                       |
| Bogota                | Colombie           | Métro de Bogota              | 2020                             | 2028                       |
| Abidjan               | Côte d'Ivoire      | Métro d'Abidjan              | 2017                             | 2028                       |
| Bhubaneswar           | Inde               | Métro de Bhubaneswar (en)    | 2024                             | 2028                       |
| Bhopal                | Inde               | Métro de Bhopal (en)         | 2018                             | 2025                       |
| Meerut                | Inde               | Métro de Meerut (en)         | 2019                             | 2025                       |
| Patna                 | Inde               | Métro de Patna               | 2020                             | 2027                       |
| Surate                | Inde               | Métro de Surate (en)         | 2021                             | 2027                       |
| Denpasar              | Indonésie          | Métro de Bali (en)           | 2024                             | 2028                       |
| Ahvaz                 | Iran               | Métro d'Ahvaz (en)           | 2004                             | inconnu (après 2025)       |
| Kermanchah            | Iran               | Métro de Kermanchah (fa)     | 2011                             | inconnu (après 2025)       |
| Qom                   | Iran               | Métro de Qom (en)            | 2009                             | 2025                       |
| Bagdad                | Irak               | Métro de Bagdad              | 2024                             | 2029                       |
| Dublin                | Irlande            | Dublin Metrolink             | 2025                             | 2035                       |
| Tel Aviv              | Israël             | Métro de Tel Aviv            | 2025                             | 2032                       |
| Astana                | Kazakhstan         | Métro d'Astana (en)          | 1988                             | 2025                       |
| Johor Bahru Woodlands | Malaisie Singapour | STR Johor Bahru–Singapour    | 2020                             | 2026                       |
| Penang                | Malaisie           | Métro de Penang (en)         | 2024                             | 2030                       |
| Oulan-Bator           | Mongolie           | Métro de Oulan Bator (en)    | 2024                             | 2028                       |
| Cluj-Napoca           | Roumanie           | Métro de Cluj-Napoca         | 2024                             | 2031                       |
| Krasnoïarsk           | Russie             | Métro de Krasnoïarsk (en)    | 1995                             | 2026                       |
| Tcheliabinsk          | Russie             | Métro de Tcheliabinsk        | 1992                             | 2026                       |
| Belgrade              | Serbie             | Métro de Belgrade            | 2021                             | 2028                       |
| Gebze                 | Turquie            | Métro de Gebze (en)          | 2018                             | 2025                       |
| Konya                 | Turquie            | Métro de Konya (en)          | 2020                             | 2025                       |
| Mersin                | Turquie            | Métro de Mersin (en)         | 2022                             | 2026                       |

## Statistiques
Sauf mentions contraires, les données présentées ci-dessous sont issues des deux tableaux précédents.
| Pays         | Nombre de réseaux actuels | Nombre de réseaux en construction | Total |
| ------------ | ------------------------- | --------------------------------- | ----- |
| Chine        | 40                        | 13                                | 53    |
| États-Unis   | 15                        | 1                                 | 16    |
| Inde         | 13                        | 8                                 | 21    |
| Japon        | 13                        | 0                                 | 13    |
| Corée du Sud | 8                         | 0                                 | 8     |
| Russie       | 7                         | 1                                 | 8     |
| Italie       | 7                         | 0                                 | 7     |
| Brésil       | 7                         | 0                                 | 7     |
| France       | 6                         | 0                                 | 6     |
| Iran         | 5                         | 4                                 | 9     |

| Pays         | Longueur totale des réseaux (en kilomètres) |
| ------------ | ------------------------------------------- |
| Chine        | 7 545,5 km                                  |
| États-Unis   | 1 344,6 km                                  |
| Corée du Sud | 864,2 km                                    |
| Japon        | 791,2 km                                    |
| Inde         | 688,1 km                                    |
| Russie       | 613,3 km                                    |
| Royaume-Uni  | 523,9 km                                    |
| Espagne      | 455,9 km                                    |
| Allemagne    | 396,4 km                                    |
| France       | 363,8 km                                    |

| Réseau                | Nombre de stations | Longueur du réseau (en kilomètres) | Densité des stations |
| --------------------- | ------------------ | ---------------------------------- | -------------------- |
| Métro de Lausanne     | 28                 | 13.7                               | 2,04 stations par km |
| Métro de Buenos Aires | 90                 | 56.7                               | 1,58 stations par km |
| Métro de Turin        | 23                 | 15.1                               | 1,52 stations par km |
| Métro de Bruxelles    | 59                 | 39.9                               | 1,48 stations par km |